# JPTS
JPTS（英語: Jet Propellant Thermally Stable、温度的に安定したジェット燃料の意）は、1956年にロッキードU-2偵察機に搭載するJ57 エンジン用に開発されたジェット燃料である。

## 歴史
U-2開発時の厳しい情報統制のため、航空機のエンジンメーカーに納入される燃料のロットには、当初LF-1というラベルが付けられていた。
U-2の初飛行から1年後の1956年、アメリカ空軍の燃料科に配属されたハドソン大尉は、LF-1搭載のタンク車を購入し、エンジンメーカーに出荷するように指示された。LF-1が何であるかを知らないため、彼はサンプルを入手してそれを分析し、それがチャコール着火液として一般に知られているパラフィン系灯油であると判断し、着火液（英語: lighter fluid）を略して（LF-1）と呼ぶのだと考えた。
後に、諸元表MIL-T-25524には、JPTSの熱酸化安定性を改善するための添加剤を含有するよう記載された。

## 特性
JPTSの引火点は43°C、凝固点は-53°C 、爆発限界は下限界濃度が1.0%で上限界濃度が6.0%。無色透明で比重は0.816。非水溶性である。石油系炭化水素の複雑混合物で構成されている。
JPTSは、標準的な航空燃料と比べ、凝固点と粘度が低く、熱安定性が高くなっている。低温で燃料が凍結する高高度飛行でのリスクを克服するために燃料の低粘度が要求される。JPTSは、エンジンや空気力学的作用によって加熱された表面の冷却剤としても機能する。
U-2の巡航高度でのエンジンへの燃料流量は海面高度に比べて約16分の1になり、燃料が熱ストレスにさらされる時間が従来の航空機に比べて格段に長くなることから、JTPSには高い熱安定性が求められる。
JPTSは特殊燃料であり、米国の2つの石油精製所だけで生産されている。そのため、全世界的に入手可能性は限られており、1ガロンあたり単価では空軍の主要なジェット燃料であるJP-8の3倍以上にも上る。一般的に使用されるジェット燃料に添加剤を加えることで、より安価で簡単な代替燃料にする研究が行われている。JP-8ベースの代替品として、JP-8+100LTが検討されている。低温添加剤をブレンドすることにより目的の低温性能を追加することが可能で、JP-8よりも熱安定性が100°F高いJP-8+100は、1ガロンあたり単価での差分はわずか0.5セントで、JPTSに比べて価格優位性がある。